# Музична індустрія

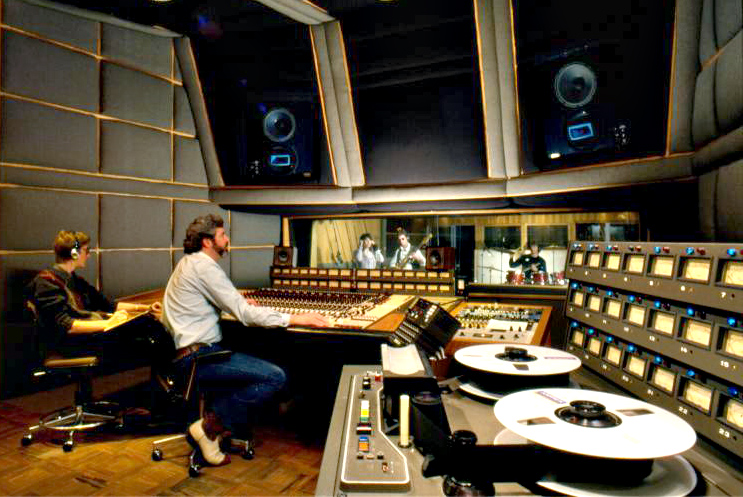
Музиканти працюють у студії звукозапису.

Музична індустрія — поняття, під яким зазвичай розуміють сукупність підприємств з виробництва й поширення музичних записів. Серед чисельних фахівців та організацій, задіяних у музичній індустрії, виділяють:
- музикантів, що компонують або виконують музику;
- фахівців та компанії, що працюють над звукозаписами та їхнім продажем;
- менеджерів та компанії, що здійснюють організацію живих виступів;
- менеджерів, що просувають кар'єри музикантів;
- компанії теле- і радіомовлення.

До початку XX століття панівною в музичній індустрії було нотодрукування. Із середини XX століття панівною стала індустрія звукозапису. На зламі XX—XXI століть звукозаписний бізнес переживає стрімке падіння , натомість набуває значющості живе виконавство.

## Структура
Музична індустрія розглядає три види власності, з якими вона оперує — власність на твори, на аудіо записи і на звукові носії.

### Композиції
Композиції зазвичай складаються композиторами (існує також поняття «автор пісні»), вони ж володіють авторськими правами на них. Нерідко композитор продає авторські права іншій стороні або передає право на публікацію тій чи іншій компанії згідно з видавничим договором. В останньому випадку видавець отримує прибуток («роялті»), коли композицією користуються, і частину цього прибутку виплачує авторові. В той же час видавничий договір нерідко забороняє авторові здійснювати інші спроби заробітку на своїх композиціях.

### Звукозаписи
В музичній індустрії розрізняють насамперед студійні записи (studio recordings) і живі (live recordings). Студійні записи здійснюються в спеціально обладнаних приміщеннях, що називаються студіями звукозапису. Зустріч музикантів у студії нерідко називають «сесією» (session), звідки виникло таке поняття як «сесійний музикант» — музикант, що бере участь у студійних записах. Контроль за ходом запису зазвичай здійснює музичний продюсер, тоді як технічна робота покладається на звукорежисерів.
Організація, що займається здійсненням та поширенням звукозаписів називається лейблом. Лейблу, як правило, належать авторські права на звукозапис. При цьому лейбл укладає з виконавцями контракт (record deal), за яким виконавець або отримує певний відсоток від прибутку від продажу аудіозаписів («роялті»), або ж одноразову винагороду.

### Звукові носії
Звукозаписи поширюються звукових носіях, таких як наприклад компакт-диски через роздрібну торгівлю і стають власністю споживача. При цьому роздрібний продавець (retailer) платить гроші дистриб'ютору, той в свою чергу платить звукозаписній компанії, яка з отриманого прибутку виплачує роялті авторові музики, слів, і виконавцю, якщо це передбачено контрактом.
У випадку цифрових завантажень, жодних звукових носіїв не продукується, а композиція зберігається безпосередньо на жорсткому диску. В цьому випадку фігура дистриб'ютера є необов'язковою і великі онлайнові крамниці платять лейблу безпосередньо. При купівлі цифрових завантажень споживач може бути зобов'язаний погоджуватися зі звукозаписною компанією і постачальником на умови ліцензування, крім тих, які притаманні в сфері авторського права, наприклад, деякі з них можуть дозволити вільний обмін записами, але інші можуть обмежити користувача у зберіганні музики на певній кількості жорстких дисків.

### Інші типи поширення
У випадку нотних видавництв дохід від їх продажу спрямовується виключно видавництвам і композитору. У випадку використання на радіо чи телебаченні організації із захисту прав (т. зв. Performance rights organisation) дбають про отримання долі прибутку виконавцями та авторами музики, щоправда цей тип роялті як правило менший, ніж у випадку публікацій. У випадку, коли музика застосовується у відеопродукції (фільми, відеоігри тощо), видавець і автор музики отримує плату за використання музики як фону для відео згідно з так званою «синхронізацією прав» (Synchronization rights).

### Концертна діяльність
Організацією концертної діяльності як правило займаються музичний менеджер (Talent manager) та концертні агентства (booking agent). Інколи концертні тури організовують лейбли в надії в такий спосіб залучити увагу меломанів до нового альбому. Останнім часом однак частіше випускають диски заради сприяння концертним турам, замість організації турів заради збільшення продажу записів.
Найуспішніші виконавці можуть дозволити собі утримувати технічний персонал для гастрольної діяльності (т. зв. roadie). Така команда як правило складається зі звукорежисера, світлотехніка, а також фахівця з гітарного обладнання (Guitar technician). Найбільші колективи можуть наймати окремо бухгалтера, менеджер сцени та відповідального за харчування.

### Перспективи
У XXI столітті намітилися певні тенденції до нових відношень у сфері музичного бізнесу. Традиційний поділ на артиста, видавця, дистриб'ютора і роздрібного продавця став розмитим. Артисти інколи самі володіють лейблом, продюсерською компанією, а також можуть популяризувати свої композиції через такі вільні інтернет-сервіси як, наприклад, YouTube або соціальні мережі. Нові цифрові технології розповсюдження музики також змусили уряди і промисловість переглянути визначення інтелектуальної власності і прав усіх залучених сторін.

## Кількісні показники

Долі продажів музичних записів на світовому ринку між найбільшими корпораціями та незалежними лейблами

В музичній індустрії широко практикуються різноманітні статистики щодо кількості проданих дисків, завантажених аудіофайлів або відтворень на радіо. Найбільшою компанією, що опікується подібною статистикою по всьому світу є Міжнародна федерація виробників фонограм (IFPI) з осідком у Лондоні — вона працює в 66 країнах і в той чи інший спосіб співпрацює з національними компаніями.

### Статистика лейблів
За підрахунками IFPI у 2004 році оберти на світовому ринку музичних записів за різними оцінками сягали 32 мільярди доларів, було продано близько 3 мільярдів одиниць продукції (CD, музичні відео, MP3). 71,7 % проданої продукції припадало на лейбли, підконтрольні так званій "Великій четвірці" лейблів:
- Universal Music Group — 25.5 %
- Sony Music Entertainment — 21.5 %
- EMI Group — 13.4 %
- Warner Music Group — 11.3 %

На долю інших («незалежних») лейблів припало 28,3 % продукції.

### Статистика за країнами
Згідно з даними IFPI понад 95 % продажів музичних видань у 2003 році припадало на 30 країн, як показано в таблиці нижче (країни в таблиці розташовані відповідно їх географічного положення). Найбільший обіг коштів у музичній індустрії традиційно припадає на три країни — США, Японію і Велику Британію.

### Статистика за альбомами
Предметом статистичних досліджень традиційно є найбільш продавані альбоми або сингли. Випуски, наклад яких сягає певної величини, отримують спеціальний сертифікат і статус «діамантового», «платинового», «золотого» або «срібного». Списки найбільш продаваних випусків називають «хіт-парадом», або «чартом» (chart). Такі списки публікуються в різних країнах, інколи окремо для видань різних жанрів. Найстаршим хіт-парадом вважається американський Billboard 200, що видається тижневиком Billboard, починаючи з 1945 року.
Найбільш продаваним за всю історію музики лишається альбом Майкла Джексона Thriller, випущений 1982 року і проданий у кількості 110 млн примірників. Загалом список найбільш продаваних у світі альбомів містить 12 альбомів, проданих накладом понад 40 млн примірників 71 — накладом понад 20 млн примірників.